# U Близнецов
U Близнецов (лат. U Geminorum, U Gem) — звезда в созвездии Близнецов, является прототипом карликовых новых. Двойная система состоит из белого карлика и вращающегося по очень близкой орбите красного карлика. Примерно каждые 100 дней на поверхности звезды происходит вспышка, что приводит к существенному повышению яркости звезды.

## История наблюдений
Звезда впервые была обнаружена Д. Р. Хайндом 15 декабря 1855 года, который первоначально классифицировал её как новую, так как её яркость очень быстро стала ниже предельной величины, которую можно было рассмотреть в его телескоп. Её истинная природа была выявлена тремя месяцами позже, когда вспыхнувшая звезда была переоткрыта Р. Н. Погсоном 24 марта 1856 года. В России её первооткрывателем считается Л. П. Цераская. Звезда до сих пор активно наблюдается профессионалами и астрономами-любителями.
Период обращения звезды-спутника в двойной системе U Близнецов очень короткий — 4 ч.11 мин. Эта близость орбиты делает систему слегка переменной, так как компоненты затмевают друг друга при каждом обороте. Обычно, совместная видимая звездная величина колеблется между значениями 14m,0 и 15m,1; но во время вспышки, звезда может увеличить свою яркость в сто раз: до 9-й величины. Интервал вспышек, в отличие от затмений не периодический, а циклический. Хотя средний интервал оценивается в 100 дней, на самом деле он весьма нерегулярен, варьируя от 62 дней до 257. Как и у всех карликовых новых, вспышки являются результатом периодических всплесков притока вещества из аккреционного диска вокруг белого карлика, вызванных нестабильностью в самом диске.
Оценка расстояния до U Близнецов очень неточна и варьируется от 52 парсек (170 световых лет) до 112 парсек (370 световых лет), с наилучшей оценкой 82 парсек (270 световых лет).

## Двойная система U Близнецов
Спектроскопические исследования показывают, что система U Близнецов состоит из белого карлика массой 1,20±0,05 M⊙ и радиусом 4000 км., а также красного карлика массой 0,42±0,04 M⊙. Звёзды обращаются друг вокруг друга с наклонением 69,7°±0.7° как это видится с Земли. Большая полуось их орбиты — 1,55±0,02 R⊙.
Красный карлик — тусклая звезда спектрального класса М (M6V), её вклад в общую светимость системы — 5 %. Белый карлик окружён аккреционным диском чей внешний радиус равен 0,61 R⊙, и его размер практически равен расстоянию до внутренней точки Лагранжа L1, которая для этой системы равна 0,63 R⊙. Сравнение интегрального спектра и синтезированных спектральных моделей указывает на температуру в аккреционном диске порядка 30 000K. Также, эти исследования указывают на обилие углерода в системе: порядка 10 % солнечного значения и азота, которого почти в 4 раза больше чем на Солнце.

## Кривая блеска U Близнецов

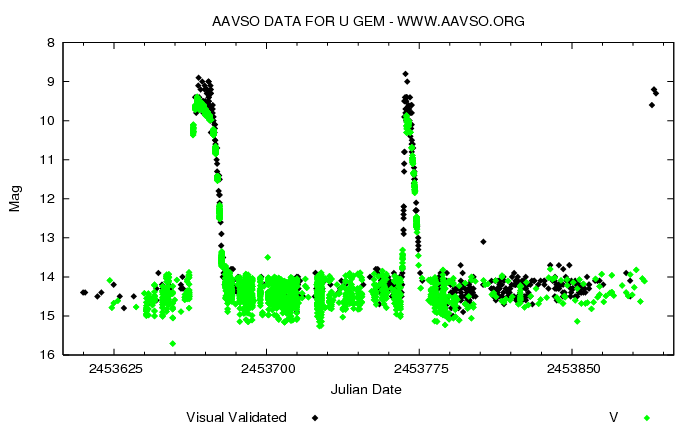
Кривая блеска системы U Близнецов. Различные цвета показывают значения снятые с помощью различных фильтров. Нумерация дней приведена юлианская. Источник AAVSO

В системе U Близнецов существуют два типа вспышек: одни более короткие и другие более длительные и немного более яркие. Вспышки первого типа длятся примерно девять дней, а вторые — 16 дней.
На кривой блеска U Близнецов присутствуют не только вспышки, но и затухания различной формы, связанные с затмениями. В спокойном состоянии, которое длится около двух часов яркость звезды, как правило, имеет величину 14m,6. Примерно за 1,7 часов до затмения общая светимость системы постоянно увеличивается, достигая максимума (V=14m,0) за 30 минут до середины затмения. Затмение начинается приблизительно 15 минут спустя (V=14m,2). Затем система достигает минимального уровня светимости в V=15m,1, после чего уровень светимости быстро восстанавливается до V=14m,4. Общая продолжительность затмения составляет примерно 20-25 минут. В следующие два часа система возвращается к обычному уровню яркости V=14m.6.